# يوشيتار نغاتا
يوشيتار نغاتا (مواليد 28 ديسمبر 1929) هو ملاكم ياباني، مثّل بلاده في الألعاب الأولمبية الصيفية 1952.

## روابط خارجية
يوشيتار نغاتا على موقع أوليمبيديا (الإنجليزية)